# Аттика – Мегалополіс
Аттика — Мегалополіс — прокладений у 2010-х роках газопровід, який подає блакитне паливо на півострів Пелопоннес.
Вихідною точкою трубопроводу став район Мегари на захід від Афін, де закінчується головна магістраль Промахонас – Аттика (подає з півночі газ російського, а в перспективі і східного, походження) та розташований термінал Ревістусса (здійснює імпорт зрідженого природного газу).
Спершу блакитне паливо подали до району на схід від Коринфу, де з 2012 року працює нова ТЕС Коринф, розташована на території місцевого нафтопереробного заводу. Після цього проклали вчетверо довшу ділянку, що прямує в історичну область Аркадія, де у 2016-му ввели в експлуатацію новий енергоблок на ТЕС Мегалополіс, котра раніше споживала лише місцевий лігніт.
Перша ділянка трубопроводу до Examilia південніше Коринфу виконана в діаметрі 750 мм, після чого він зменшується до 600 мм (в такому ж діаметрі виконано відвід до електростанції під Коринфом та перемичку до терміналу в Ревітуссі). Загальна довжина газопроводів Операційного центру Пелопоннес станом на середину 2010-х років становила 214 км, в тому числі 58 км діаметром 750 мм. Робочий тиск на всій протяжності основної траси становить 8 МПа.
В майбутньому можливе спорудження відгалужень у Патри, Каламату та Спарті (північ, південь та південний схід Пелопоннесу відповідно).